# Municipio de Lindaas
El municipio de Lindaas (en inglés: Lindaas Township) es un municipio ubicado en el condado de Traill en el estado estadounidense de Dakota del Norte. En el año 2010 tenía una población de 114 habitantes y una densidad poblacional de 1,26 personas por km².

## Geografía
El municipio de Lindaas se encuentra ubicado en las coordenadas 47°32′33″N 97°16′54″O / 47.54250, -97.28167. Según la Oficina del Censo de los Estados Unidos, el municipio tiene una superficie total de 90.36 km², de la cual 90,36 km² corresponden a tierra firme y (0 %) 0 km² es agua.

## Demografía
Según el censo de 2010, había 114 personas residiendo en el municipio de Lindaas. La densidad de población era de 1,26 hab./km². De los 114 habitantes, el municipio de Lindaas estaba compuesto por el 99,12 % blancos y el 0,88 % eran de una mezcla de razas. Del total de la población el 5,26 % eran hispanos o latinos de cualquier raza.